# Joachim Hoffmann
Joachim Hoffmann (Königsberg, 1 de dezembro de 1930 - Freiburg, 8 de fevereiro de 2002) foi um historiador alemão e diretor científico do Escritório de Pesquisa de História Militar das Forças Armadas Alemãs. Ele morreu em Freiburg em fevereiro de 2002.

## Trabalho
Hoffmann publicou uma série de livros e artigos principalmente sobre a guerra germano-soviética (1941–1945). A maioria de suas obras foi baseada em tópicos pouco conhecidos como Deutsche und Kalmyken 1942 bis 1945 (alemães e o povo Kalmyk) (1977), Die Ostlegionen 1941 bis 1943 (1981) e Kaukasien 1942/43 - Das deutsche Heer und die Orientvölker der Sowjetunion (Cáucaso 1942/43 - O exército alemão e os povos orientais da União Soviética) (1991). Também em 1984 publicou o livro Die Geschichte der Wlassow-Armee (História do Exército Vlasov) (1984). Uma versão russa do livro foi publicada pela YMCA Press em 1990.
Desde meados da década de 1980, Hoffmann esteve envolvido no debate sobre os supostos preparativos soviéticos para um ataque à Alemanha desde o verão de 1940. Em 1995, logo após sua aposentadoria, ele publicou seu trabalho Stalins Vernichtungskrieg 1941–1945 ("A Guerra de Stalin de Extermínio").

## Publicações
- Die Berliner Mission des Grafen Prokesch-Osten 1849–1852 (Berlin, Freie Univ., Diss., 1959).
- Die Ostlegionen 1941–1943. Turkotataren, Kaukasier, Wolgafinnen im deutschen Heer. (= escritos individuais sobre a história militar da Segunda Guerra Mundial. 19). Editora Rombach, Freiburg i. Breisgau 1976, ISBN 3-7930-0178-4.

Rezension: Michael G. Hillinger in The American Historical Review. Volume 81, Issue 5, Dez 1976, S. 1155.
- Deutsche und Kalmyken 1942–1945. (= = escritos individuais sobre a história militar da Segunda Guerra Mundial. 14). Editora Rombach, Freiburg i. Breisgau 1977, ISBN 3-7930-0173-3.

Rezension: G. C. Field in The American Historical Review. Volume 80, edição 4, outubro de 1975, S. 964 f.
- Die Sowjetunion bis zum Vorabend des deutschen Angriffs und Die Kriegführung aus der Sicht der Sowjetunion. In: Jürgen Förster, Horst Boog , Joachim Hoffmann (eds.): Das Deutsche Reich und der Zweite Weltkrieg. Band 4: Der Angriff auf die Sowjetunion. 2. Auflage. Deutsche Verlagsanstalt, 1987, ISBN 3-421-06098-3, S. 38–97 e S. 713–809.
- Kaukasien 1942/43 – Das deutsche Heer und die Orientvölker der Sowjetunion. Rombach, Freiburg/ Breisgau 1991, ISBN 3-7930-0194-6.
- Die Angriffsvorbereitungen der Sowjetunion 1941. In: Bernd Wegner (Hrsg.): Zwei Wege nach Moskau – Vom Hitler-Stalin-Pakt bis zum „Unternehmen Barbarossa“. Piper, München/ Zürich 1991, ISBN 3-492-11346-X, S. 367–388.
- Die Tragödie der ‚Russischen Befreiungsarmee‘ 1944/45. Wlassow gegen Stalin. Herbig, Neuauflage 2003, ISBN 3-7766-2330-6.

Críticas: Catherine Andreyev em Estudos Soviéticos. Grã-Bretanha 3/1985; Earl F. Ziemke em The American Historical Review. 4/1985; Lawrence D. Stokes em German Studies Review. EUA, maio de 1985; Ralf Georg Reuth em Frankfurter Allgemeine Zeitung. 25 de maio de 1985; Roman Dneprov em Novoye Russkoye Slovo. Nova York, 21 de novembro de 1985; FL Carsten em The Slavonic and East European Review. Reino Unido 1/1986; H. Freiherr von Vogelsang na Pátria de Liechtenstein. 11 de outubro de 1984; RJ Overy em The English Historical Review. Volume 102, Edição 404, julho de 1987, p. 759.
- Stalins Vernichtungskrieg 1941–1945. 8ª edição. Herbig, Munique 2001, ISBN 3-7766-2079-X.

Rezension: Klaus Naumann in Die Zeit. 10 de novembro de 1995.